# Kuźnica (Pommeren)
Kuźnica is een dorp in de Poolse woiwodschap Pommeren. De plaats maakt deel uit van de gemeente Jastarnia en is gelegen op het schiereiland Mierzeja Helska.

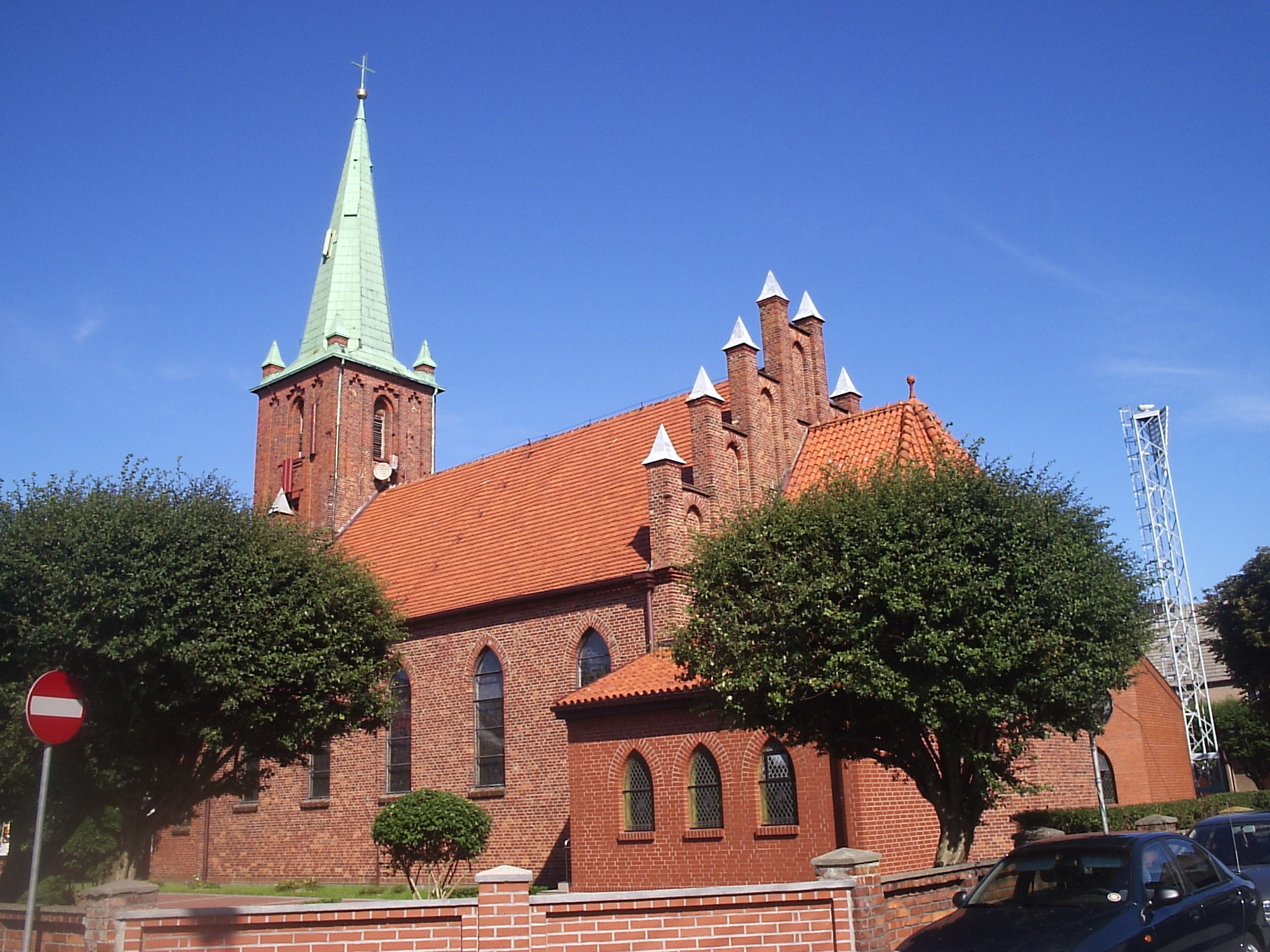
Kerk in Kuźnica
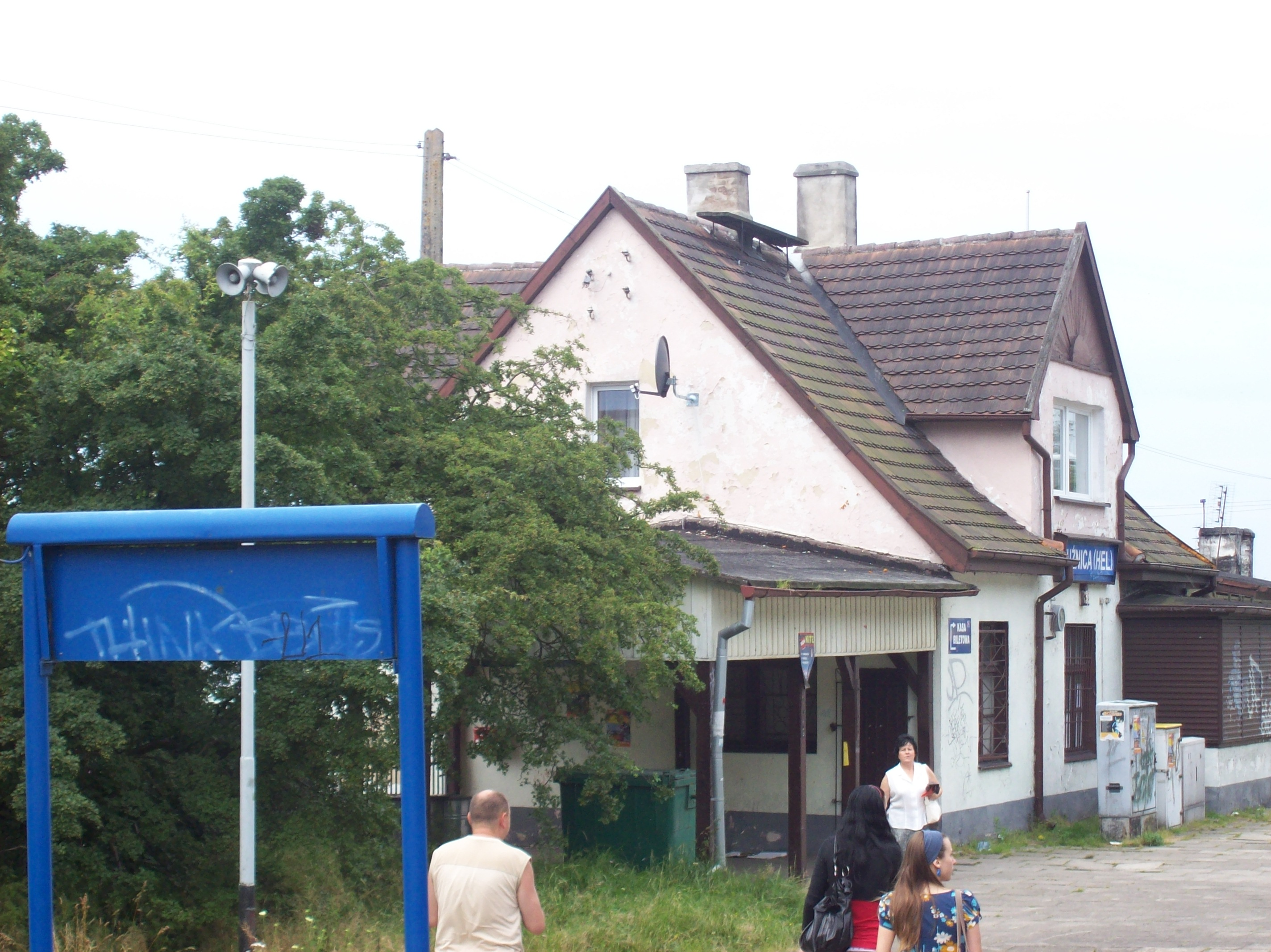
Station in Kuźnica